# Атенс (Алабама)
А́тенс (англ. Athens, рус. Афины) — город в США, штат Алабама, административный центр округа Лаймстон.

## История
Атенс был основан в 1818 году Джоном Кофе (John Coffee), Робертом Бити (Robert Beaty), Джоном Кэрроллом (John D. Carroll) и Джоном Ридом (John Read), и является одним из старейших городов Алабамы. Первоначально назывался Атенсон, но позже название сократили до Атенс, в честь столицы Греции. Административный центр округа с 1819 года.
В 1822 году жители города купили 20 000 м² земли, и на них было начато строительство Женской академии Атенса, которая с 1842 года стала называться Женский колледж Атенса, с 1932 года — Колледж Атенса, а с 1974 года — Атенский университет штата (англ. Athens State University).
2 мая 1862 года, в ходе Гражданской войны, Атенс был захвачен войсками полковника Джона Турчина, который сказал своим солдатам: «На два часа я закрываю глаза и ничего не вижу». За остаток дня город был сильно разгромлен, минимум одна женщина была изнасилована, а ещё у одной от ужаса произошёл выкидыш, и она умерла. Позднее этот погром получил название «изнасилование Атенса».
В 1865—1907 годах в городе работала школа для детей освобождённых рабов. В настоящее время от неё осталась лишь цистерна для сбора дождевой воды с крыши.
В городе располагается построенная в 1966 году атомная электростанция англ. Browns Ferry Nuclear Power Plant.

## Демография
| Год переписи | Нас.  |  | %±     |
| --- | ----- |  | ------ |
| 1850 | 991   |  | —      |
| 1870 | 887   |  | −10,5% |
| 1880 | 1011  |  | 14%    |
| 1890 | 940   |  | −7%    |
| 1900 | 1010  |  | 7,4%   |
| 1910 | 1715  |  | 69,8%  |
| 1920 | 3323  |  | 93,8%  |
| 1930 | 4238  |  | 27,5%  |
| 1940 | 4342  |  | 2,5%   |
| 1950 | 6309  |  | 45,3%  |
| 1960 | 9330  |  | 47,9%  |
| 1970 | 14360 |  | 53,9%  |
| 1980 | 14558 |  | 1,4%   |
| 1990 | 16901 |  | 16,1%  |
| 2000 | 18967 |  | 12,2%  |
| 2010 | 21897 |  | 15,4%  |
| 2020 | 25406 |  | 16%    |
| 1850–2020 Sources: 1850; 1870 and 1880; 1900, 1910, and 1920; 1930, 1940, and 1950; 1960, 1970, and 1980; 1990; 2000 and 2010 |       |  |        |

Расовый состав
- Белые — 77,7 %
- Афроамериканцы — 18,3 %
- Коренные американцы — 0,4 %
- Азиаты — 0,7 %
- Прочие расы — 1,9 %
- Две и более расы — 1,0 %
- Латиноамериканцы (любой расы) — 4,9 %

## Транспорт
Через город, или в непосредственной близости от него, проходят крупные автодороги I-65 (англ. Interstate 65), I-565 (англ. Interstate 565) и US 72 (англ. U.S. Route 72); железнодорожные перевозки осуществляют компании Norfolk Southern Railway (англ. Norfolk Southern Railway) и CSX Transportation.

У города расположен аэропорт англ. Pryor Field Regional Airport.